# Зелёный Шершень (персонаж)
Зелёный шершень (англ. The Green Hornet) — вымышленный американский супергерой, созданный Джорджом Трендлом и Фрэном Страйкером в 1936 году. Альтер эго персонажа — Бритт Рид (англ. Britt Reid). В отличие от большинства супергероев, Зелёный шершень впервые появился не в комиксах, а в радиопередаче. Впоследствии персонаж появлялся в сериалах 1940-х годов, в телешоу 1960-х годов и во многих сериях комиксов. 
В январе 2011 года вышел полнометражный фильм с его участием.

## Вымышленная биография персонажа
В изначальных передачах никогда не говорилось, по каким причинам Бритт стал Зелёным Шершнем. Но в фильме 2011 года его сподвигла на это смерть отца, после которой он понял бессмысленность своей жизни. Бритт начал бороться с преступностью, а в своей газете стал раскручивать Зелёного Шершня как крупного городского преступника, желающего завладеть властью в городе. Секретарша Бритта, Элеонора Кейс, стала помогать ему консультацией.
В супергеройских деяниях Бритту помогает китаец (в другиях версиях японец или кореец) Като — отличный механик и эксперт по боевым искусствам, которому Бритт когда-то спас жизнь. Они вместе разъезжают по городу на машине «Чёрная Красавица» (англ. Black Beauty), в которую встроено всевозможное оружие (от пулемётов в дверях до ракет в переднем бампере). Друзья, используя свой преступный статус, свободно следят за бандитами и избавляются от них.

## Киноадаптации
- Зелёный Шершень — серия фильмов 1940 года, в роли Бритта и Като — Гордон Джонс[2] и Кей Люк[3].
- Зелёный Шершень наносит ответный удар — вторая серия фильмов с теми же актёрами[4].
- Зелёный Шершень — телесериал 1967 года, в роли Бритта и Като — Ван Уильямс и Брюс Ли. К сериалу также снят кинофильм.
- Зелёный Шершень — 10-минутный французский фильм. В роли Бритта и Като — Ману Ланзи и Патрик Во.
- Зелёный Шершень — полнометражный фильм 2011 года, снятый Мишелем Гондри. Сценаристом и одновременно исполнителем роли Бритта является Сет Роген. В роли Като снялся Джей Чоу.